# او-۴۸ (کریگس‌مارینه)
او-۴۸ (به آلمانی: U-48) یک او-بوت کریگس‌مارینه از نوع ۷ب بود.
او-۴۸ با غرق کردن ۵۱ کشتی دشمن با مجموع تناژ ۳۱۰ هزار تن در جریان ۱۲ گشت رزمی از ماه سپتامبر سال ۱۹۳۹ تا ماه ژوئن سال ۱۹۴۱ موفق‌ترین او-بوت آلمان در تمامی طول جنگ جهانی دوم بود.